# 兰布拉萨克
兰布拉萨克（法語：Limbrassac，法語發音：[lɛ̃bʁasak]）是法国阿列日省的一个市镇，属于帕米耶区。

## 地理
兰布拉萨克（43°1'3"N, 1°50'38"E）面积12.42 平方千米，位于法国奧克西塔尼大區阿列日省，该省份为法国西南部内陆省份，西部和北部与上加龙省接壤，东临奥德省，东南至东比利牛斯省接壤，南与安道尔和西班牙接壤。
与兰布拉萨克接壤的市镇（或旧市镇、城区）包括：艾格维沃、丹村、普拉代特、圣瑞利安德格拉斯-卡普、塔布尔、阿列日省特鲁瓦。

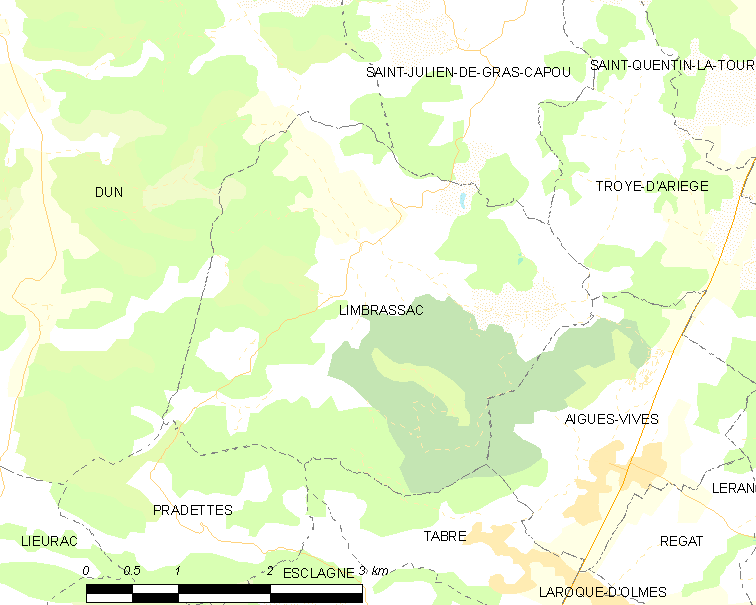
兰布拉萨克的OSM定位图

兰布拉萨克的时区为UTC+01:00、UTC+02:00（夏令时）。

## 行政
兰布拉萨克的邮政编码为09600，INSEE市镇编码为09169。

## 政治
兰布拉萨克所属的省级选区为米尔普瓦县。

## 人口

1962-2008年间兰布拉萨克人口变化图示

兰布拉萨克于2022年1月1日时的人口数量为119人。